# 马利埃里亚
马利埃里亚是巴西米纳斯吉拉斯州的一个市镇。总面积546.255平方公里，总人口3743人，人口密度6.9人/平方公里。